# Castelo Balhousie

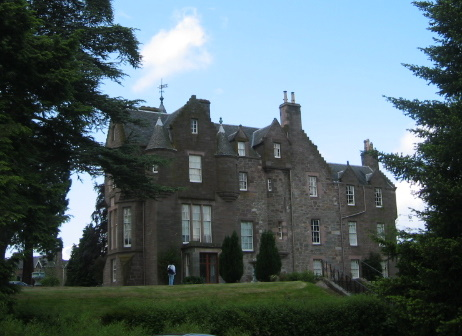
Castelo Balhousie, Escócia.

O Castelo Balhousie (em língua inglesa Balhousie Castle) é um castelo localizado em Perth, Escócia.
O castelo foi protegido na categoria B do listed building, em 26 de agosto de 1977.